# Pyrisitia chamberlaini
Pyrisitia chamberlaini is een vlindersoort uit de familie van de Pieridae (witjes), onderfamilie Coliadinae.
Pyrisitia chamberlaini werd in 1898 beschreven door Butler.